# Francisc Iosif Rainer
Francisc Iosif (Iosef) Rainer (n. 28 decembrie 1874, Rohozna, Bucovina, Imperiul Austro-Ungar, în prezent Cernăuți, Ucraina – d. 5 august 1944, București) a fost un medic, antropolog, membru de onoare al Academiei Române.

## Biografie
După ce a studiat la Facultatea de Medicină din București, a lucrat pentru aproape 17 ani ca preparator la Spitalul Colțea (realizând necropsii și examinări microscopice). A fost profesor la universitățile din Iași (1913-1920) și din București (1920-1941). A ocupat funcțiile de director al Institutului de Anatomie și Embriologie al Facultății de Medicină din București și director al Institutului de Antropologie (pe care l-a fondat în 1940). A întreprins studii fundamentale asupra sistemului limfatic, asupra inimii, asupra structurii funcționale a organelor etc. Rainer este creatorul școlii antropologice românești. A preconizat în anatomie o concepție biologică dinamică, punând fundațiile anatomiei funcționale și a embriologiei experimentale din România.
I-a avut ca elevi pe medicul chirurg Ion Țurai, pe medicul Ștefan-Marius Milcu și pe George Emil Palade. 

## Viața personală
A fost căsătorit din 7 februarie 1903 cu Marta Trancu-Rainer.

## Decorații
- Semnul Onorific „Răsplata Muncii pentru 25 ani în Serviciul Statului” (13 octombrie 1941)[5]
- Ordinul Meritul Cultural în gradul de Cavaler cl. I, pentru știință (23 septembrie 1942)[6]

## Scrieri
- Enquêtes anthropologiques dans trois villages roumains des Carpathes. Avec 34 planches, dont 20 photographiques, Imprimeria Centrală, București, 1937.
- L’oeuvre scientifique de Fr. J. Rainer, Monitorul Oficial și Imprimeriile Statului, Imprimeria Națională, București, 1945.
- Însemnări zilnice. Conferințe. Jurnale de călătorie. Ediție de Adrian Majuru. Ed. Oscar Print, București, 2012.

## Legături externe
- Membrii Academiei Române din 1866 până în prezent – R
- Institutul de Antropologie „Francisc I. Rainer” al Academiei Române Arhivat în 4 martie 2016, la Wayback Machine.
- Adrian Majuru, A trăi în „epicul tăcerii", Cotidianul, 18 martie 2011
- Francisc Rainer în campaniile monografice de la Nerej, Fundul Moldovei si Dragus
- Adrian Majuru, „Francisc Josif Rainer. Biografia unei personalități universale”, Cotidianul, 1 mai 2014
- Muzeul de Antropologie "Francisc Rainer" Cheia Arhivat în 1 iulie 2014, la Wayback Machine.
- Jurnal de secol - Francisc Rainer (scurt documentar TVR, 12/10/2008)